# سباق جائزة كريكويليون الكبرى 2023
سباق جائزة كريكويليون الكبرى 2023 هو سباق دراجات هوائية، وهو الموسم الثامن والعشرين من سباق جائزة كريكويليون الكبرى ‏، وأقيم في 4 مارس 2023.
فاز بالمركز الأول سام ويلسفورد، وفاز بالمركز الثاني Milan Menten ‏، وفاز بالمركز الثالث كريستوفر هالفورسن.

## الفرق
| فرق عالمية (5)- Intermarché-Circus-Wanty - Soudal Quick-Step - Team DSM - Arkéa-Samsic - Cofidis فرق برو (9)- Human Powered Health - Lotto Dstny - سبورت فلاندرين بالويس ‏ - بنجوال باوليز ساوكس دبليو بي ‏ - أونو اكس برو سايكلنج تيم 2023 ‏ - Q36.5 Pro Cycling Team ‏ - أوسكالتيل أوسكادي 2023 ‏ - بولتون إكوتيز بلاك سبوك برو سايكلنج 2023 ‏ - سويس ريسينغ أكادمي 2023 ‏ فرق قارية (7)- Israel Premier Tech Academy ‏ - سوبرانو هام ايزوريكس 2023 ‏ - Philippe Wagner–Bazin ‏ - Saint Piran (cycling team) ‏ - كانيون ايسبرج ‏ - Diftar Continental Cyclingteam ‏ - كولوكويك 2023 ‏ |  |
| |  |

## التصنيف العام النهائي
| التصنيف العام | التصنيف العام     | التصنيف العام                | التصنيف العام | التصنيف العام |
| العداء        | العداء            | الفريق                       | الوقت         |               |
| ------------- | ----------------- | ---------------------------- | ------------- | ------------- |
| 1             | سام ويلسفورد      | Team DSM                     | 4 س 43 د 42 ث |               |
| 2             | Milan Menten ‏     | Lotto Dstny                  | + 0 ث         |               |
| 3             | كريستوفر هالفورسن | أونو اكس برو سايكلنج تيم ‏    | + 0 ث         |               |
| 4             | Jordi Warlop ‏     | Soudal–Quick-Step Devo Team ‏ | + 0 ث         |               |
| 5             | بيت اليجارت       | Cofidis                      | + 0 ث         |               |
| 6             | هوغو هوفستيتر     | اركيا سامسيك                 | + 0 ث         |               |
| 7             | Stan Van Tricht ‏  | Soudal Quick-Step            | + 0 ث         |               |
| 8             | ماديس ميكلس       | Intermarché-Circus-Wanty     | + 0 ث         |               |
| 9             | جينثي بيرمانز ‏    | اركيا سامسيك                 | + 0 ث         |               |
| 10            | Arvid de Kleijn ‏  | سويس ريسينغ أكادمي ‏          | + 0 ث         |               |
|               |                   |                              |               |               |
|               |                   |                              |               |               |